# Opuntia tuna
Opuntia tuna é uma espécie de planta com flor pertencente à família Cactaceae. 
A autoridade científica da espécie é (L.) Mill., tendo sido publicada em The Gardeners Dictionary, eighth edition no. 3. 1768.

## Portugal
Trata-se de uma espécie presente no território português, nomeadamente no Arquipélago da Madeira.
Em termos de naturalidade é introduzida na região atrás indicada.

## Protecção
Não se encontra protegida por legislação portuguesa ou da Comunidade Europeia.